# 洛什尼夫
49°21′43″N 25°43′4″E / 49.36194°N 25.71778°E
洛什尼夫（羅馬化：Loshniv）是位於烏克蘭西部特諾皮爾州裏特諾皮爾區的村莊，處於赫尼茲納河畔，面積6.56平方公里，海拔高度330米，2021年人口1,270。